# Xanthotrogus tekkensis
Xanthotrogus tekkensis är en skalbaggsart som beskrevs av Nikolajev 2007. Xanthotrogus tekkensis ingår i släktet Xanthotrogus och familjen Melolonthidae. Inga underarter finns listade i Catalogue of Life.